# Nemapteryx nenga
Nemapteryx nenga är en fiskart som först beskrevs av Hamilton 1822.  Nemapteryx nenga ingår i släktet Nemapteryx och familjen Ariidae. Inga underarter finns listade i Catalogue of Life.